# Milova
Milova – wieś w Rumunii, w okręgu Arad, w gminie Conop. W 2011 roku liczyła 579 mieszkańców. 